# Yasuharu Konishi
Yasuharu Konishi (japanska: 小西康陽?, Konishi Yasuharu), född 3 februari 1959, är en japansk musiker, kompositör och DJ. Han var med om att grunda det stilbildande japanska bandet Pizzicato Five och var den enda som stannade i bandet fram till deras uppbrott 2002.